# William R. Pogue
William Reid Pogue (* 23. Januar 1930 in Okemah, Oklahoma; † 3. März 2014 in Cocoa Beach, Florida) war ein US-amerikanischer Astronaut.

## Ausbildung und Militärlaufbahn
William Pogue erwarb 1951 einen Bachelor in Bildungswesen an der Oklahoma Baptist University und 1960 einen Master in Mathematik an der Oklahoma State University. 1974 erhielt er die Ehrendoktorwürde von der Oklahoma Baptist University.
Pogue kam 1952 zur United States Air Force. Nach dem Einsatz im Koreakrieg war er unter anderem auch als Pilotenausbilder auf der Edwards Air Force Base tätig. Von 1960 bis 1963 unterrichtete er Mathematik an der U.S. Air Force Academy in Colorado Springs. Anschließend war er zwei Jahre Testpilot in einem Austauschprogramm der U.S. Air Force mit der britischen Royal Air Force.

## Astronautentätigkeit

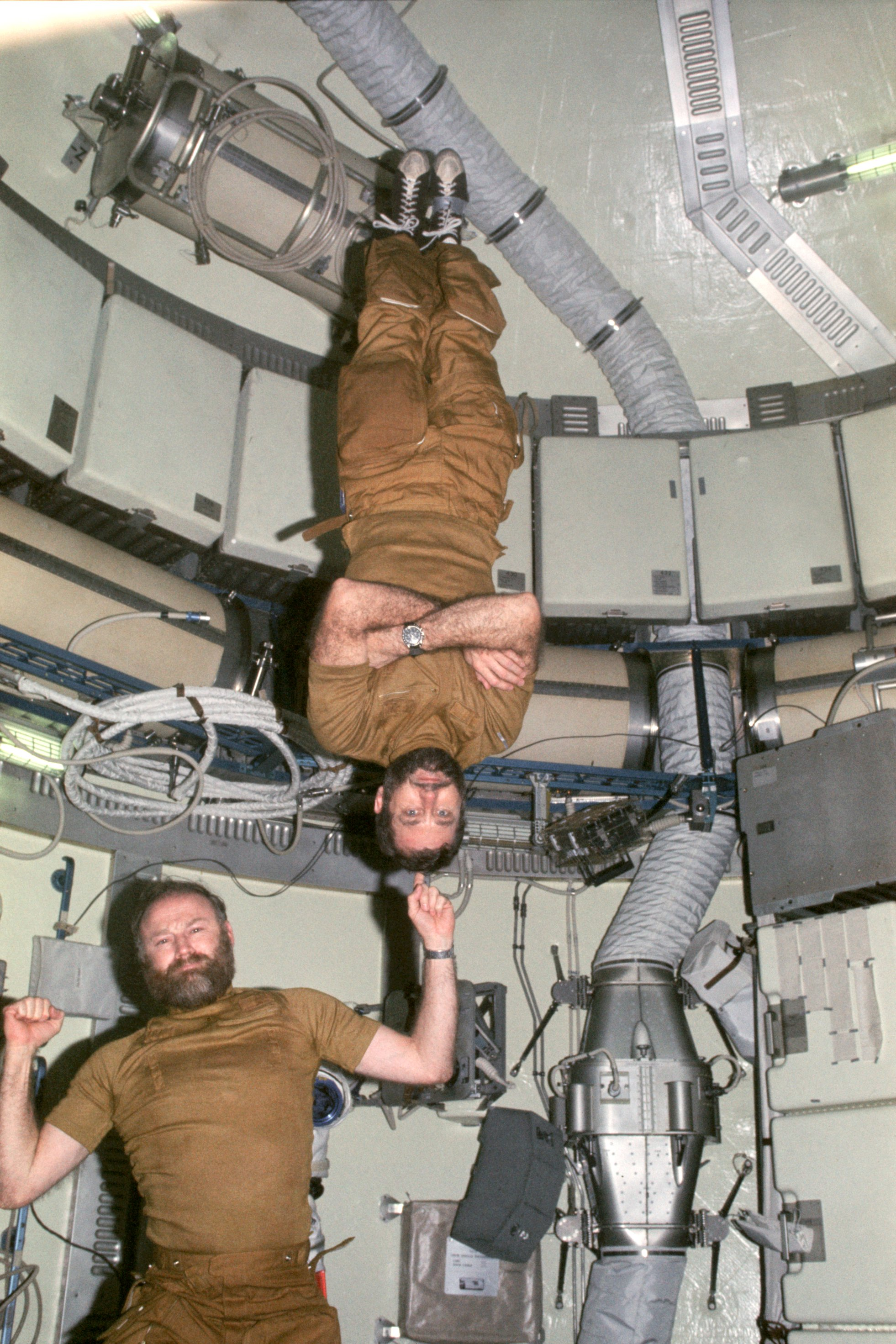
William Pogue (oben) und Gerald Carr (unten) während der Skylab-4-Mission

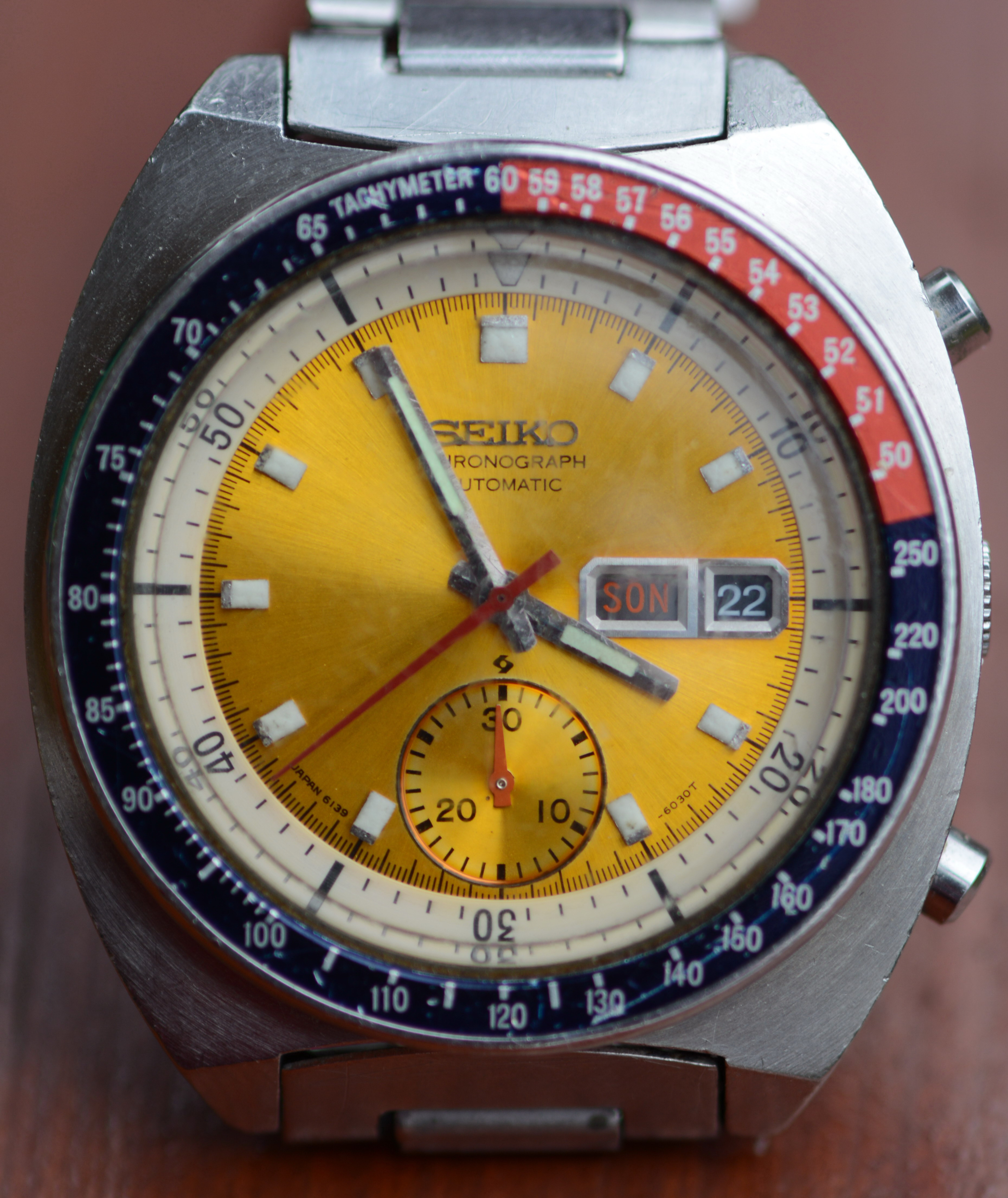
Seiko Automatic-Chronograph Cal. 6139 mit gelbem Zifferblatt, die sogenannte „Pogue Seiko“

Pogue war einer der 19 Astronauten, die von der NASA im April 1966 für das Apollo-Programm ausgewählt wurden. Er wurde in den Unterstützungsmannschaften für die Crews der Missionen Apollo 7, 11 und 14 eingesetzt. Pogue hätte Chancen gehabt, als Pilot der Kommandokapsel einer späten Apollo-Mission ins All zu fliegen, möglicherweise mit Apollo 19. Dieser Flug wurde allerdings im September 1970 abgesagt, lange bevor die Mannschaft offiziell bekannt gegeben worden war. Pogue wurde dem Skylab-Programm zugeordnet.
Am 16. November 1973 startete Pogue als Pilot der Skylab-4-Mission zum dritten und letzten bemannten Flug zur Raumstation Skylab. Bei diesem bis dahin längsten Raumflug wurde er von Kommandant Gerald P. Carr und dem Wissenschaftspiloten Edward Gibson begleitet. Sie führten zahlreiche Experimente und umfangreiche Erd- und Sonnenbeobachtungen durch. Bei zwei Weltraumausstiegen verbrachte Pogue insgesamt über 13,5 Stunden außerhalb der Raumstation. Nach 84 Tagen landete Skylab 4 wieder am 8. Februar 1974 auf der Erde. Der von Pogue und seinen Mannschaftskameraden aufgestellte Rekord hielt vier Jahre. Auf seinem Weltraumflug trug Pogue ohne offiziellen Auftrag als ersten Automatic-Chronographen im Weltraum eine Seiko Cal. 6139 mit gelbem Zifferblatt, die seither deshalb nach Pogue benannte, sogenannte „Pogue Seiko“ (siehe Bild rechts).
Nach seinem Ausscheiden aus der NASA und der Air Force am 1. September 1975 war Pogue Berater für die Luft- und Raumfahrt sowie Produzent von Filmen über die Raumfahrt.

## Schriftstellerkarriere
1991 schrieb Pogue das Buch How do you go to the Bathroom in Space? (Wie geht man im Weltraum auf die Toilette?), in dem er 270 Fragen beantwortet, die ihm häufig gestellt wurden. Außerdem war er 1992 zusammen mit Ben Bova Mitautor des Science-Fiction-Romans The Trikon Deception.

## Ehrungen
Pogue erhielt 1974 die NASA Distinguished Service Medal und wurde 1997 in die Astronaut Hall of Fame aufgenommen. Die Stadt Sand Springs in Oklahoma benannte 1975 ihren Flughafen in William R. Pogue Municipal Airport um.

## Privates
Pogue stammte vom Indianerstamm der Choctaw ab. Er war dreimal verheiratet und hatte aus erster Ehe drei Kinder sowie vier Stiefkinder aus zweiter Ehe. Pogue starb am 3. März 2014 im Alter von 84 Jahren in seinem Haus in Florida.